# Journal of Human Evolution
Journal of Human Evolution es una revista científica revisada por pares. Es publicada mensualmente por Elsevier de forma impresa y en línea en ScienceDirect. Su publicación se inició en 1972. El contenido cubre todos los aspectos de la evolución humana, centrándose en la antropología física, primatología, paleoantropología y paleoarqueología.